# José Ramón Palacio
José Ramón Palacio (Heras, Cantabria, España; 25 de noviembre de 1950) es un exfutbolista español. Se desempeñó en la posición de wing izquierdo. Es padre de Rodrigo Palacio.

## Trayectoria
A los 3 años llegó con su familia a Argentina y se radicó en Tres Arroyos.
Comenzó a jugar en las inferiores de Huracán. Además, practicaba básquet en  Independiente.
En 1966, con tan solo 16 años, es prestado a El Nacional, donde hace su debut en Primera, en un partido frente a Alumni de Orense por la Liga Regional Tresarroyense.
En 1967, retornó a Huracán, donde jugó hasta 1978. Allí hizo una gran delantera junto a Alejandro Barberón y José Alonso, y jugó un total de 197 partidos y convirtió 110 goles, siendo el cuarto jugador con más tantos en la historia del club.
Previamente, tuvo un paso por Boca Juniors de la misma ciudad, donde disputó un Torneo Regional.
En el lapso en el que estuvo en el "Globo" de Tres Arroyos tuvo varias oportunidades de dar el salto al fútbol profesional. A los 20 años estuvo 2 meses en la pensión de River Plate, pero luego de un cambio en la política en el club se frustró la posibilidad. En 1971, los dirigentes de Atlanta, en ese entonces en la Primera División y con Ángel Tulio Zof como técnico, llegan a la ciudad a buscarlo, pero tras el pedido de una gran suma de dinero por parte de Roberto Bottino, el pase sea cae. Luego, en 1977, llegó a hacer la pretemporada en el club y parecía que estaba todo arreglado para irse a Cipolletti, para disputar el Torneo Nacional con Vicente Cayetano Rodríguez como entrenador, pero nuevamente el dirigente de Huracán vuelve a pedir mucho dinero, por lo que vuelve a frustrarse su ida del club.
Finalmente, con 27 años, llegó su salto al fútbol profesional: en 1978 se fue a Olimpo, donde se convirtió en uno de los jugadores más importantes de la historia del club. Allí ganó 11 torneos consecutivos de la Liga del Sur, lo que le permitió disputar 9 Torneos Regionales seguidos. En la edición 1982 de dicha competición, el "Aurinegro" es subcampeón tras caer en la final ante Mariano Moreno de Junín. 2 años más tarde, en el Torneo Regional 1984, Olimpo es campeón, luego de terminar primero en la ronda final, por lo que consigue el ascenso a la antigua Primera División, en ese entonces llamada Torneo Nacional, para enfrentarse a los equipos más grandes del fútbol argentino. En la primera experiencia del club en la máxima categoría,  integró el grupo H del Torneo Nacional 1984, donde le convirtió 2 goles a Unión San Vicente, en las victorias del "Aurinegro" frente a los cordobeses por 3-2 y 4-0. Finalizó la fase de grupos en la segundo posición, solo por debajo de Estudiantes de La Plata y por encima de Atlanta, por lo que avanza a los octavos de final. Allí se enfrentó a Newell's, donde en el partido de ida en el Estadio Roberto Carminatti empató por 0-0, y en la vuelta en el Estadio Marcelo Bielsa convirtió el gol del empate por 1-1, por lo que fueron a la tanda de penales, donde pese a convertir su tiro, Olimpo quedó eliminado por 7-6. En dicho torneo se dio el gusto de enfrentar a jugadores como Luis Islas, Miguel Ángel Russo, Alejandro Sabella, Gerardo Martino, entre otros.
Luego, en 1985, continuó en la máxima categoría: jugó el Torneo Nacional de ese año para Círculo Deportivo, donde integró el grupo E, junto a Newell's, San Lorenzo de Almagro y Huracán Las Heras. En la fase de grupos finalizó en la última posición, y luego fue eliminado en la rueda de perdedores por Central Norte de Salta.
Regresó a Olimpo para disputar el Torneo Regional 1985/86, donde, luego de ganar las primeras 3 fases y convertir 4  goles, cae en la final ante Belgrano. Pese a quedar a un paso del ascenso a la Primera División, logra la clasificación a la segunda fase de la Liguilla Pre-Libertadores de 1986. Allí se enfrentó a Boca Juniors, en uno de los partidos más importantes de la historia del club. En el encuentro de ida en La Bombonera empató por 1-1, y en la vuelta nuevamente terminó en empate por 2-2, que luego en el tiempo suplementario finalizó con 3-2 a favor de los xeneizes. Olimpo le dio pelea a uno de los equipos más grandes del fútbol argentino, con la posibilidad de clasificar a la Copa Libertadores. 
En 1986, se creó el Torneo del Interior que permitía el ascenso al Primera B Nacional. En la primera edición de dicho torneo, el "Aurinegro" es subcampeón, luego de perder la final en el tercer partido frente a Douglas Haig. En el Torneo del Interior 1987/88 vuelve a ser subcampeón, en este caso perdiendo la final frente a Estación Quequén. Finalmente, al año siguiente, se dio el tan ansiado ascenso a la Primera B Nacional, Olimpo es campeón del Torneo del Interior 1988/89, luego de vencer en la final a Juventud Alianza. En su primera experiencia en la categoría, en el Nacional B 1989/90, el "Aurinegro" no puede mantenerse y desciende. En dicha competición convirtió 3 goles: a Banfield en la victoria por 3-0, a Colón de Santa Fe en el empate por 4-4 y a Quilmes en la derrota por 5-3. Además, se enfrentó a otros grandes clubes, como Huracán, Lanús, Belgrano, Atlético Tucumán y Tigre.
Se va del club bahiense siendo uno de los referentes de la década del 80, donde jugó un total de 326 partidos y convirtió 88 goles (49 en la Liga del Sur). Es el segundo jugador con más encuentros disputados y el cuarto goleador histórico del club. Además, es el que más títulos ganó en el "Aurinegro", junto con Manuel Cheiles. A pesar de manejar la pierna derecha, a partir de su gran pegada con la zurda se había ganado con creces una repetida definición periodística: "Los de José Ramón Palacio no son centros, son pases". Además, en su etapa en el club tuvo una prueba en su país natal que deparó notables comentarios sobre sus condiciones, al punto de que una publicación especializada se atrevió a titular que "España encontró un puntero para el próximo mundial".
Posteriormente, volvió a jugar en  El Nacional de Tres Arroyos. Luego, regresó a Bahía Blanca para disputar su última temporada en Rosario Puerto Belgrano, donde obtuvo el ascenso a Primera División de la Liga del Sur en el año 1991.

## Clubes
| Club                    | País      | Año       |
| ----------------------- | --------- | --------- |
| El Nacional             | Argentina | 1966      |
| Huracán                 | Argentina | 1967-1978 |
| Boca Juniors            | Argentina | 1978      |
| Olimpo                  | Argentina | 1978-1990 |
| Círculo Deportivo       | Argentina | 1985      |
| El Nacional             | Argentina | 1990      |
| Rosario Puerto Belgrano | Argentina | 1991      |